# Ivan Turicov
Ivan Georgiev Turicov (in bulgaro Иван Георгиев Турицов?; Pleven, 18 luglio 1999) è un calciatore bulgaro, difensore del CSKA Sofia e della nazionale bulgara.

## Carriera

### Club
Ha sempre giocato nel campionato bulgaro, alternandosi tra la massima serie e la seconda divisione.

### Nazionale
Dopo aver rappresentato le nazionali bulgare giovanili Under-19 ed Under-21, nel 2020 ha esordito con la nazionale maggiore bulgara.

## Statistiche

### Presenze e reti nei club
Statistiche aggiornate al 25 giugno 2022.
| Stagione            | Squadra             | Campionato          | Campionato | Campionato | Coppe nazionali | Coppe nazionali | Coppe nazionali | Coppe continentali | Coppe continentali | Coppe continentali | Altre coppe | Altre coppe | Altre coppe | Totale | Totale |
| Stagione            | Squadra             | Comp                | Pres       | Reti       | Comp            | Pres            | Reti            | Comp               | Pres               | Reti               | Comp        | Pres        | Reti        | Pres   | Reti   |
| ------------------- | ------------------- | ------------------- | ---------- | ---------- | --------------- | --------------- | --------------- | ------------------ | ------------------ | ------------------ | ----------- | ----------- | ----------- | ------ | ------ |
| 2017-2018           | Liteks Loveč        | 2L                  | 19         | 1          | CB              | 1               | 0               |                    | -                  | -                  |             | -           | -           | 20     | 0      |
| 2018-feb. 2019      | Liteks Loveč        | 2L                  | 17         | 0          | CB              | 0               | 0               |                    | -                  | -                  |             | -           | -           | 17     | 0      |
| Totale Liteks Loveč | Totale Liteks Loveč | Totale Liteks Loveč | 36         | 0          |                 | 1               | 0               |                    | -                  | -                  |             | -           | -           | 37     | 0      |
| feb.-giu. 2019      | CSKA Sofia          | 1L                  | 5+8        | 0          | CB              | 3               | 0               | UEL                | -                  | -                  |             | -           | -           | 16     | 0      |
| 2019-2020           | CSKA Sofia          | 1L                  | 15+4       | 0          | CB              | 4               | 0               | UEL                | 3                  | 0                  |             | -           | -           | 26     | 0      |
| 2020-2021           | CSKA Sofia          | 1L                  | 14+5       | 0          | CB              | 5               | 0               | UEL                | 3                  | 0                  |             | -           | -           | 27     | 0      |
| 2021-2022           | CSKA Sofia          | 1L                  | 22+4       | 0          | CB              | 4               | 1               | UECL               | 11                 | 0                  | SB          | 1           | 0           | 42     | 1      |
| Totale CSKA Sofia   | Totale CSKA Sofia   | Totale CSKA Sofia   | 56+21      | 0          |                 | 16              | 1               |                    | 17                 | 0                  |             | 1           | 0           | 111    | 1      |
| Totale carriera     | Totale carriera     | Totale carriera     | 113        | 0          |                 | 17              | 1               |                    | 17                 | 0                  |             | 1           | 0           | 148    | 1      |

### Cronologia presenze e reti in nazionale
| Cronologia completa delle presenze e delle reti in nazionale ― Bulgaria | Cronologia completa delle presenze e delle reti in nazionale ― Bulgaria | Cronologia completa delle presenze e delle reti in nazionale ― Bulgaria | Cronologia completa delle presenze e delle reti in nazionale ― Bulgaria | Cronologia completa delle presenze e delle reti in nazionale ― Bulgaria | Cronologia completa delle presenze e delle reti in nazionale ― Bulgaria | Cronologia completa delle presenze e delle reti in nazionale ― Bulgaria | Cronologia completa delle presenze e delle reti in nazionale ― Bulgaria |
| Data                                                                    | Città                                                                   | In casa                                                                 | Risultato                                                               | Ospiti                                                                  | Competizione                                                            | Reti                                                                    | Note                                                                    |
| ----------------------------------------------------------------------- | ----------------------------------------------------------------------- | ----------------------------------------------------------------------- | ----------------------------------------------------------------------- | ----------------------------------------------------------------------- | ----------------------------------------------------------------------- | ----------------------------------------------------------------------- | ----------------------------------------------------------------------- |
| 26-2-2020                                                               | Sofia                                                                   | Bulgaria                                                                | 0 – 1                                                                   | Bielorussia                                                             | Amichevole                                                              | -                                                                       |                                                                         |
| 1-6-2021                                                                | Ried im Innkreis                                                        | Bulgaria                                                                | 1 – 1                                                                   | Slovacchia                                                              | Amichevole                                                              | -                                                                       |                                                                         |
| 5-6-2021                                                                | Mosca                                                                   | Russia                                                                  | 1 – 0                                                                   | Bulgaria                                                                | Amichevole                                                              | -                                                                       | 78’                                                                     |
| 8-6-2021                                                                | Saint-Denis                                                             | Francia                                                                 | 3 – 0                                                                   | Bulgaria                                                                | Amichevole                                                              | -                                                                       | 70’                                                                     |
| 5-9-2021                                                                | Sofia                                                                   | Bulgaria                                                                | 1 – 0                                                                   | Lituania                                                                | Qual. Mondiali 2022                                                     | -                                                                       |                                                                         |
| 12-10-2021                                                              | Sofia                                                                   | Bulgaria                                                                | 2 – 1                                                                   | Irlanda del Nord                                                        | Qual. Mondiali 2022                                                     | -                                                                       |                                                                         |
| 11-11-2021                                                              | Odessa                                                                  | Ucraina                                                                 | 1 – 1                                                                   | Bulgaria                                                                | Amichevole                                                              | -                                                                       | 24’ 75’                                                                 |
| 15-11-2021                                                              | Lucerna                                                                 | Svizzera                                                                | 4 – 0                                                                   | Bulgaria                                                                | Qual. Mondiali 2022                                                     | -                                                                       | 18’ 46’                                                                 |
| 26-3-2022                                                               | Al Rayyan                                                               | Qatar                                                                   | 2 – 1                                                                   | Bulgaria                                                                | Amichevole                                                              | -                                                                       | 38’                                                                     |
| 29-3-2022                                                               | Al Rayyan                                                               | Croazia                                                                 | 2 – 1                                                                   | Bulgaria                                                                | Amichevole                                                              | -                                                                       | 68’                                                                     |
| 2-6-2022                                                                | Sofia                                                                   | Bulgaria                                                                | 1 – 1                                                                   | Macedonia del Nord                                                      | UEFA Nations League 2022-2023 - 1º turno                                | -                                                                       |                                                                         |
| 5-6-2022                                                                | Razgrad                                                                 | Bulgaria                                                                | 2 – 5                                                                   | Georgia                                                                 | UEFA Nations League 2022-2023 - 1º turno                                | -                                                                       | 64’                                                                     |
| 12-6-2022                                                               | Tbilisi                                                                 | Georgia                                                                 | 0 – 0                                                                   | Bulgaria                                                                | UEFA Nations League 2022-2023 - 1º turno                                | -                                                                       |                                                                         |
| 23-9-2022                                                               | Razgrad                                                                 | Bulgaria                                                                | 5 – 1                                                                   | Gibilterra                                                              | UEFA Nations League 2022-2023 - 1º turno                                | -                                                                       | 60’                                                                     |
| 16-11-2022                                                              | Larnaca                                                                 | Cipro                                                                   | 0 – 2                                                                   | Bulgaria                                                                | Amichevole                                                              | -                                                                       | 63’                                                                     |
| 14-10-2023                                                              | Sofia                                                                   | Bulgaria                                                                | 0 – 2                                                                   | Lituania                                                                | Qual. Euro 2024                                                         | -                                                                       | 85’                                                                     |
| 17-10-2023                                                              | Tirana                                                                  | Albania                                                                 | 2 – 0                                                                   | Bulgaria                                                                | Amichevole                                                              | -                                                                       | 46’                                                                     |
| 19-11-2023                                                              | Leskovac                                                                | Serbia                                                                  | 2 – 2                                                                   | Bulgaria                                                                | Qual. Euro 2024                                                         | -                                                                       |                                                                         |
| 4-6-2024                                                                | Bucarest                                                                | Romania                                                                 | 0 – 0                                                                   | Bulgaria                                                                | Amichevole                                                              | -                                                                       |                                                                         |
| Totale                                                                  |                                                                         | Presenze                                                                | 19                                                                      |                                                                         | Reti                                                                    | 0                                                                       |                                                                         |

## Palmarès

### Club

#### Competizioni nazionali
- Coppa di Bulgaria: 1

CSKA Sofia: 2020-2021